# The Time Traveler's Wife
The Time Traveler's Wife en español significa «La esposa del viajero del tiempo» (Te amaré por siempre en Hispanoamérica y Más allá del tiempo en España) es una película estrenada en 2009 basada en la novela homónima de Audrey Niffenegger  publicada en 2003. La película está dirigida por Robert Schwentke y protagonizada por Eric Bana y Rachel McAdams.
El rodaje comenzó en septiembre de 2007, originalmente previendo su lanzamiento en otoño de 2008. El lanzamiento de la película se pospuso, inicialmente sin explicación oficial desde el estudio. McAdams más tarde señaló que la demora se debió a que no se pudieron completar las regrabaciones hasta que la estación del año no fuera igual a la del material previamente filmado, y a Bana le hubiera vuelto a crecer el pelo después de su trabajo en Star Trek. La película fue estrenada en los cines el 14 de agosto de 2009.

## Argumento
Henry DeTamble es un bibliotecario de Chicago quien padece de una rara disfunción genética que le provoca viajar en el tiempo aleatoriamente. Aunque a menudo desaparece de su vida por largos períodos, intenta construir una relación con Clare Abshire, una artista (McAdams).
Henry conoce a su futura esposa Clare cuando ella tenía sólo seis años. Sin embargo, desde su perspectiva temporal, la conoce por primera vez cuando Clare es adulta y Henry tiene 28 años. En este punto Clare ha conocido a Henry durante toda su vida adulta.

## Reparto
- Eric Bana como Henry DeTamble.
- Rachel McAdams como Clare DeTamble (de soltera Abshire).[5]
- Ron Livingston como Gómez, amigo de Claire y Henry, novio de Charisse[6]
- Jane McLean como Charisse, mejor amiga de Claire.[7]
- Stephen Tobolowsky como el doctor David Kendrick
- Arliss Howard como Richard DeTamble, padre de Henry.
- Brooklynn Proulx como Clare Abshire joven (6&8).
- Alex Ferris como Henry joven (seis años de edad).
- Hailey McCann (9&10) y Tatum McCann (4&5) como Alba DeTamble, hija de Henry y Clare.
- Michelle Nolden como Annette DeTamble, madre de Henry.[8]
- Maggie Castle como Alicia Abshire, hermana menor de Claire.
- Fiona Reid como Lucille Abshire, madre de Claire.
- Philip J. Craig como Philip Abshire, padre de Claire.
- Brian Bisson como Mark Abshire, hermano de Claire.

## Producción
La compañía de producción de Jennifer Aniston y Brad Pitt, en asociación con New Line Cinema, obtuvo los derechos para filmar la novela The Time Traveler's Wife  antes de que el trabajo fuera publicado. Niffenegger declaró en una entrevista que pensó cómo sería una versión cinematográfica del libro mientras lo estaba escribiendo. Cuando se le preguntó sobre la perspectiva que tenía sobre su novela convertida en una película, Niffenegger dijo, «Yo tengo mi pequeña película que se ejecuta en mi cabeza. Y tengo una especie de miedo de que será cambiada o eliminada por lo que alguien más podría hacer con ella. Y es una especie de sensación emocionante y escalofriante, porque ahora los personajes tienen una existencia aparte de mí».
En septiembre de 2003, el estudio contrató al guionista Jeremy Leven para escribir un guion adaptado de la novela. Los directores Steven Spielberg y David Fincher expresaron brevemente su interés en el proyecto, aunque no se llevaron a cabo negociaciones. En marzo de 2005, el director Gus Van Sant inicia negociaciones con el estudio para dirigir el proyecto. Las negociaciones no se mantuvieron, y en noviembre de 2006, el director Robert Schwentke fue contratado para hacerse cargo del proyecto.
En enero de 2007, New Line Cinema contrató al guionista Bruce Joel Rubin para que reescribiera el guion de Leven. Eric Bana y Rachel McAdams fueron contratados para protagonizar la película en abril de 2007. El rodaje comenzó en Toronto el 10 de septiembre de 2007. También se filmó en Hamilton, Ontario. El estreno de la película fue originalmente previsto para el otoño de 2008, pero fue pospuesto sin explicación oficial del estudio. Cuando se le preguntó acerca de la demora, McAdams dijo "Acabamos volviendo a filmar una escena y Eric fue el impedimento... él tenía que afeitarse la cabeza para un papel diferente, creo que para Star Trek... Hicimos una escena adicional en la pradera, por lo que también estamos esperando que el prado se vea como lo hizo la primera vez que se filmó. Así que se espera a la estación del año. Básicamente estábamos esperando a la naturaleza y al pelo de Eric". La película fue estrenada por la Warner Brothers el 14 de agosto de 2009.

## Música
La banda sonora de la película fue lanzada el 11 de agosto de 2009 y disponible para descargar desde Amazon (formato MP3) o iTunes (formato MPEG-4), junto con un folleto digital en pdf que resume los créditos del álbum junto con capturas de pantalla y otras imágenes promocionales de la película. No existe una versión de disco compacto.

### The Time Traveler's Wife (Music from the Motion Picture)
1. Es ist ein Ros entsprungen 0:51
2. I'm You Henry  2:30
3. Meadow  3:19
4. How Does It Feel?  1:59
5. Diary  1:21
6. Train  1:43
7. I Don't Feel Alone Anymore  2:22
8. "Love Will Tear Us Apart" - interpretado por Broken Social Scene 4:44
9. Married To Me  1:04
10. Home  1:36
11. Do You Know When? 2:09
12. Testing 1:04
13. Alba  2:33
14. I Never Had A Choice  2:58
15. Who Would Want That  2:29
16. I Left Him Sleeping  1:30
17. It's A Girl 2:58
18. Five Years  2:03
19. Try To Stay  1:40
20. New Year's Eve 1:55
21. No Tracks In The Snow  1:48
22. See You Again  5:42
23. "Broken" - interpretada por Lifehouse 4:47

Las canciones que aparecen en la película no incluidas en el lanzamiento de la banda sonora son:
- "Show Me What I'm Looking For" - interpretado por Carolina Liar 4:00
- "Clocks" - interpretado por Coldplay 5:07
- "Gone to Earth" - interpretado por  American Analog Set 7:03

## Recepción
La película fue recibida con división de opiniones por la crítica.  Basado en 128 reseñas recogidas por Rotten Tomatoes, The Time Traveler's Wife tiene un 35% de aprobación de los críticos, con una puntuación media de 5/10. Según otro agregador de reseñas, Metacritic, la película ha recibido una puntuación media de 45%, basado en 29 comentarios.
La película se estrenó en tercer lugar detrás de Distrito 9 y G.I. Joe: The Rise of Cobra, recaudando 19,2 millones de dólares en su primer fin de semana. Recaudó más de $76.000.000 en todo el mundo (de los cuales más de $62.000.000 se recaudaron en los Estados Unidos), por lo que teniendo en cuenta que su presupuesto fue de 39.000.000 dólares, la película fue un éxito financiero.